# Automobilisme
Automobilisme (afgeleid van automobiel) is het gebruik van auto's als algemeen aanvaard vervoermiddel.
Aan het einde van de negentiende eeuw werden de eerste auto's vervaardigd. Het idee voor een auto werd omhelst door visionaire industriëlen als Henry Ford. Ook Adolf Hitler streefde naar automobilisme, algemene beschikbaarheid van auto's voor alle burgers: hij liet in de jaren 1930-40 als eerste ter wereld een 'volksauto' ontwikkelen (de Volkswagen). Vanaf de jaren zeventig van de twintigste eeuw werden auto's in ontwikkelde landen algemeen.
De term wordt soms gebruikt in een ideologische context, en duidt dan op het (verdedigde of bestreden) recht van ieder individu om desgewenst een auto te bezitten.